# Cardiomyocyte
Les myocytes cardiaques, ou cardiomyocytes, sont des cellules contractiles composant le muscle cardiaque. Ce sont des cellules musculaires particulières en raison des disques de jonctions (ou disques intercalaires) qui les relient. Ces disques intercalaires contiennent des desmosomes et des jonctions communicantes (jonctions gap). Les desmosomes permettent de lier les cellules musculaires ensemble, alors que les jonctions communicantes permettent le transfert des potentiels d'action.
Jusqu'à dans les années 1980, les cardiomyocytes étaient considérées comme incapables de se diviser. Cette assertion s'est révélée être fausse et la division cellulaire participe ainsi à l'hypertrophie ventriculaire gauche du patient âgé ou lors d'une insuffisance cardiaque. En fait, le renouvellement cellulaire se fait durant toute la vie à un taux réduit puisque moins de 50 % des cellules cardiaques sont renouvelées durant ce laps de temps.
Il existe plusieurs types de cardiomyocytes :
- les cardiomyocytes contractiles, riches en myofibrilles. Ils représentent la majeure partie des cardiomyocytes et assurent la contraction du muscle cardiaque ;
- les cellules cardionectrices, pauvres en myofibrilles. Elles permettent l'initiation et la conduction de la contraction musculaire à travers le tissu cardiaque ;
- les cellules myoendocrines, pauvres en myofibrilles. Elles sécrètent un facteur, appelé ANP, qui provoque l'augmentation de la natriurèse (concentration de sodium dans les urines). Cela permet de baisser la pression artérielle.